# کارپوفکا (باشقیرستان)
کارپوفکا (به لاتین: Karpovka) یک منطقهٔ مسکونی در روسیه است که در باشقیرستان واقع شده‌است.